# Auriculella castanea
Auriculella castanea é uma espécie de gastrópode  da família Achatinellidae.
É endémica do Arquipélago do Havaí.